# ليديا ليبسكومب
ليديا جين ليبسكومب (مواليد 9 أكتوبر 1979) سبّاحة نيوزيلندية سابقة. تنافست في سباقات 100 متر، و 200 متر، و 4 × 100 متر سباحة على الظهر للسيدات في دورة الألعاب الأولمبية الصيفية لعام 1996.

## روابط خارجية
- "Lydia LIPSCOMBE – Olympic Swimming | New Zealand". olympic.org. مؤرشف من الأصل في 2017-09-27. اطلع عليه بتاريخ 2017-09-26.